# Coprates Chasma
Coprates Chasma es un cañón de gran tamaño ubicado en el cuadrángulo de Coprates de Marte, ubicado a 13,4 ° de latitud sur y 61,4 ° de longitud oeste, parte del cañón Valles Marineris. Tiene 966 kilómetros (600,2 mi) de largo y recibió su nombre de un nombre de característica de albedo clásico. Fue nombrado a partir de Coprates, nombre griego clásico del río Dez en Persia.
Cerca de la coordenada 60 ° W se encuentra el punto más profundo del sistema Valles Marineris (así como su punto más bajo por elevación) a 11 kilómetros (6,8 mi) por debajo de la meseta circundante. Hacia el este desde este punto hay una pendiente ascendente de aproximadamente 0,03 grados previo a llegar a los canales de salida, lo que significa que si se llena el cañón con líquido, se creará un lago con una profundidad de 1 kilómetro (0,6 mi) antes de que el líquido se desborde hacia las llanuras del norte.

Coprates Chasma basado en datos de THEMIS

Se han descrito fuertes evidencias de un lago en la parte este de Valles Marineris, especialmente en Coprates Chasma. Habría tenido una profundidad promedio de solo 842 metros (2762,5 pies), mucho más pequeña que la profundidad de 5 a 10 km de partes de Valles Marineris. Aun así, su volumen de 110.000 millas cúbicas sería comparable al mar Caspio y el mar Negro de la Tierra. La principal evidencia de tal lago es la presencia de bancos en el nivel que los modelos muestran donde debería estar el nivel del lago. Además, el punto bajo en Eos Chasma donde se esperaría que el agua se desborde está marcado por características fluviales. Las características parecen que el flujo se unió en un punto pequeño y llevó a cabo una erosión significativa.
El fondo del Coprates Chasma contiene un gran campo de pequeños conos picados que se han interpretado como equivalentes marcianos de volcanes ígneos terrestres o de lodo.